# Пуерто-Вільямс
Пуерто-Вільямс (ісп. Puerto Williams) — невелике чилійське місто і порт на острові Наваріно (архіпелаг Вогняна Земля) на березі протоки Бігля. Столиця провінції Чилійська Антарктика. Змагається з містом Ушуая за звання найпівденнішого міста в світі.

## Історія
До іспанської колонізації територію займали племена янганів, які відомі європейським мандрівникам з XVI століття. До кінця XIX століття Вогняна Земля не викликала в європейців інтересу з точки зору колонізації, в першу чергу через суворий клімат. Ситуація змінилася в 1890 році, коли на острові було виявлено золото. Два роки по тому на східному березі острова засноване селище Пуерто-Торо. Пуерто-Вільямс з'явилося в 1953 році насамперед як військово-морська база, оскільки Пуерто-Торо був незручний для її розміщення. Поступово в місті розвинулася і цивільна економіка, насамперед рибальство, туризм та обслуговування суден, які заходять у порт. Розвиток місцевої економіки спричинив за собою збільшення чисельності населення — у 2002 році Пуерто-Вільямс налічував 2874 мешканці (з урахуванням персоналу військово-морської бази), що більш ніж на 1000 осіб перевищує показники попереднього перепису (1992 рік, 1814 осіб).

## Клімат
Згідно класифікації Кеппена, клімат в Пуерто-Вільямсі є перехідним між морським і субантарктичним, з незначними коливаннями температури протягом року. Літо коротке, прохолодне, зима тривала, з великою кількістю опадів, м'яка. У рік випадає до 3000 мм опадів, що, поряд з прохолодним кліматом, сприяє утворенню гірських льодовиків в околицях міста.

## Економіка
Пуерто-Вільямс є відправною точкою та базою багатьох наукових експедицій з дослідження Антарктики і Вогненної Землі. Місто так само служить базою постачання для маяків та метеорологічних станцій регіону.
Основою економіки Пуерто-Вільямса є туризм. В порт міста регулярно заходять приватні яхти та пасажирські лайнери, що виконують круїзи по Антарктиці і навколо Мису Горн. Туристи можуть ходити в піші походи по навколишніх горах, порослим унікальними Магеллановими лісами, самим південним лісовим масивом на Землі. Так само популярні морська рибилка і поїздки на катерах до величезних колоній пінгвінів і морських котиків. У літні місяці можливо плавання на яхтах до Мису Горн і Антарктичного півострова.

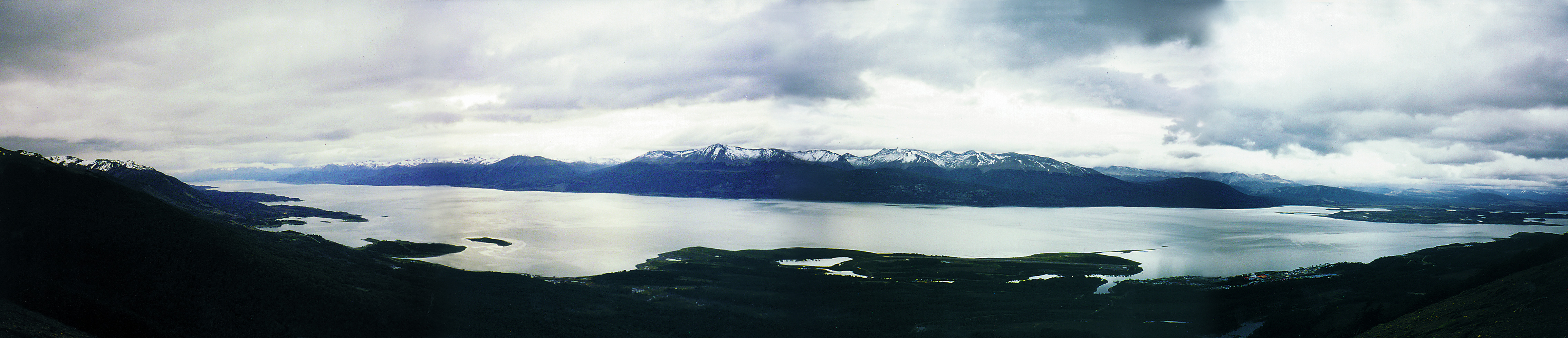
Вид на протоку Бігля з гір на південь від Пуерто-Вільямса

Значну роль в економіці міста грає так само рибальство та обслуговування військово-морської бази.

## Галерея

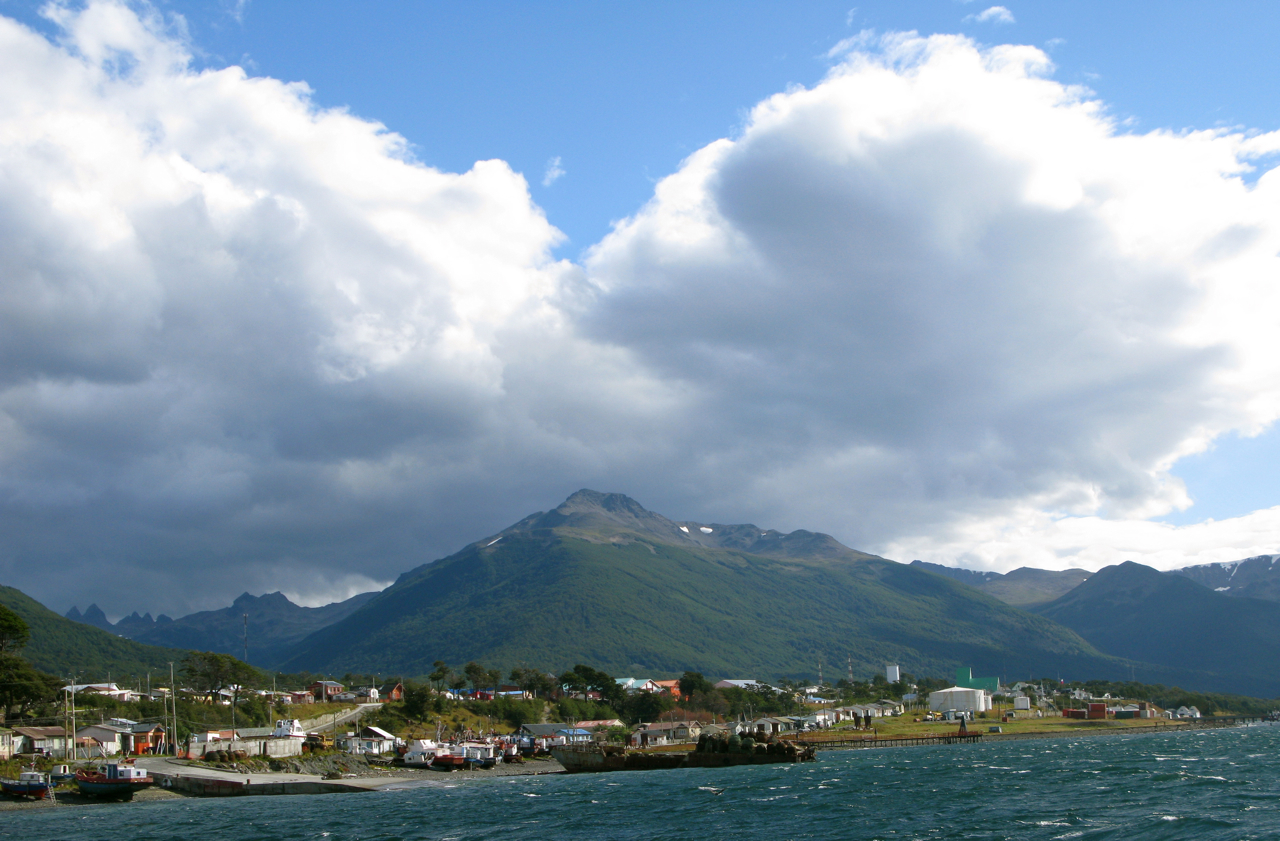
Пуерто-Вільямс, 2009 рік
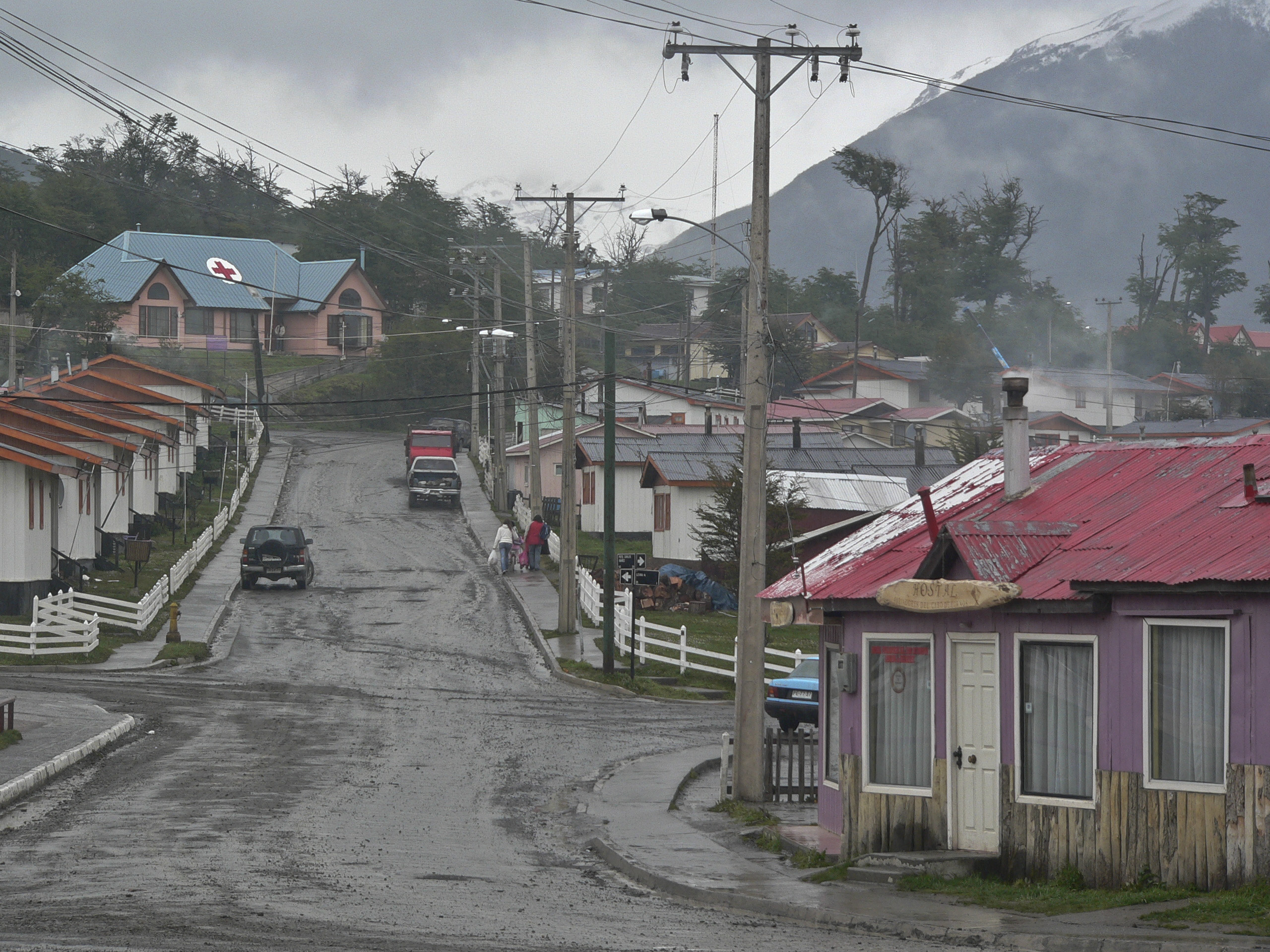
Вулиці міста
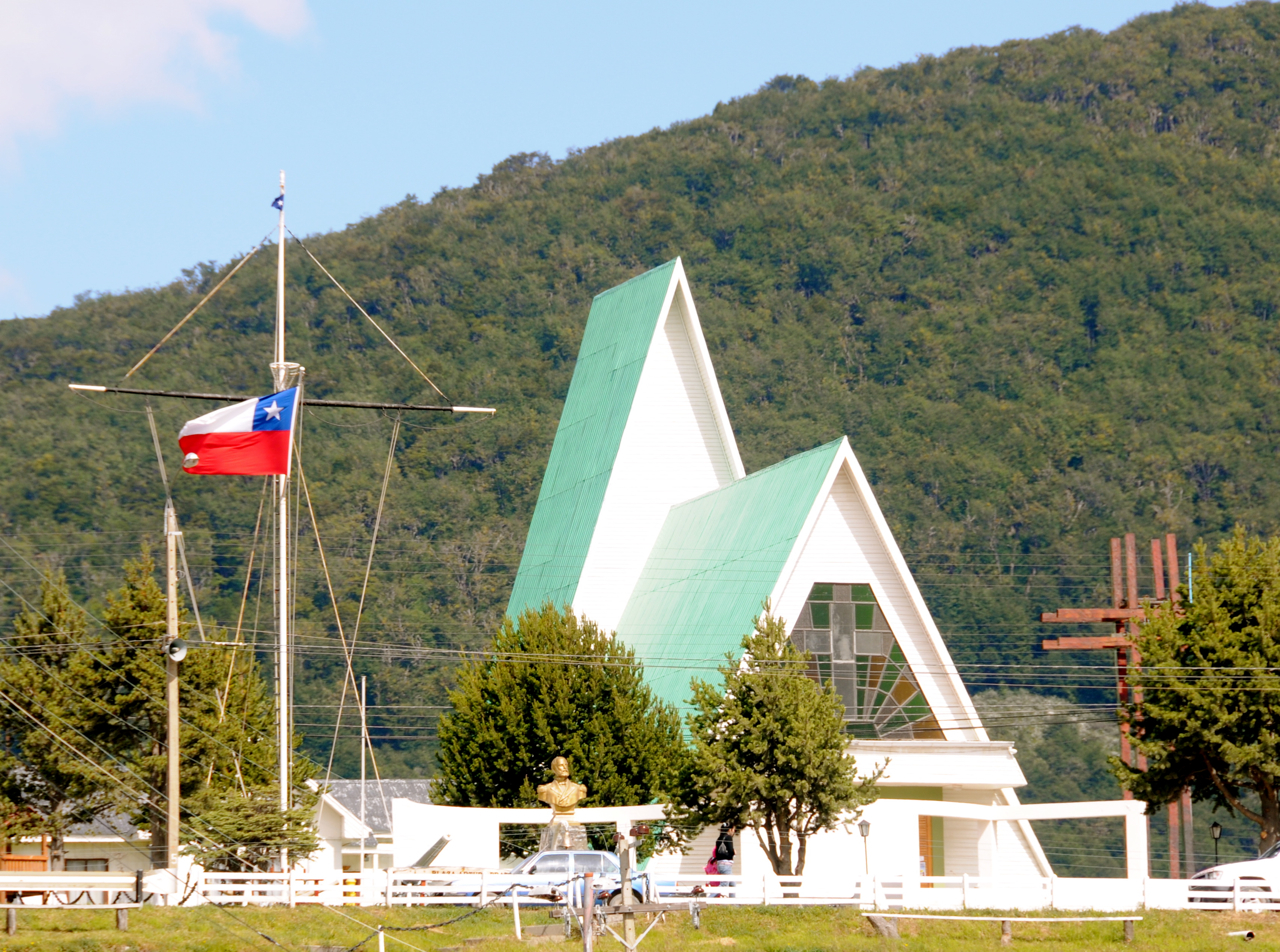
Церква
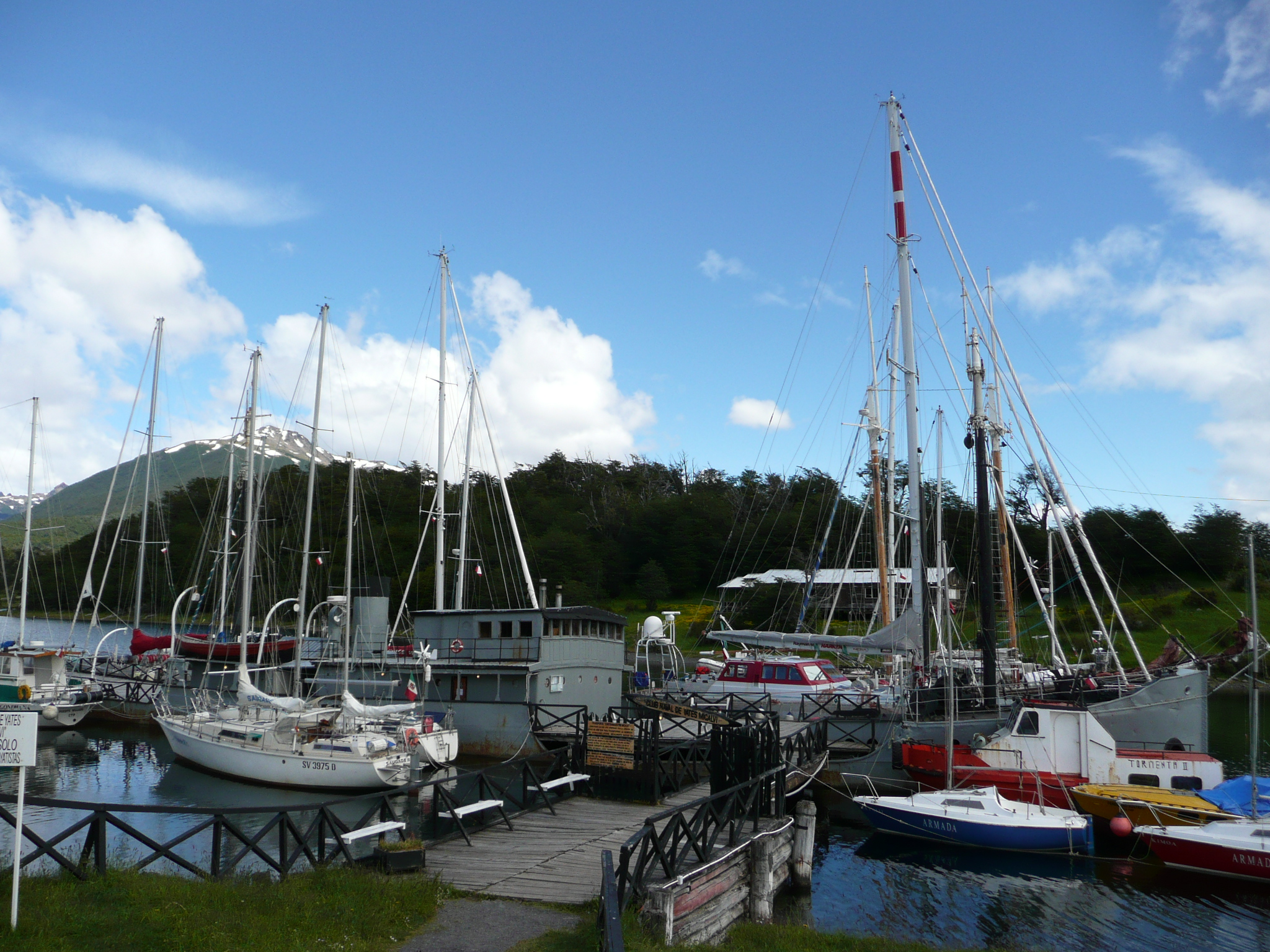
Порт